# Toaru Anbu no Item
Toaru Anbu no Item (Nhật: とある暗部の少女共棲 Hepburn: Toaru Anbu no Aitemu, dịch: Cấm thư vùng tối Item) là bộ light novel của Nhật Bản, được viết bởi Kazuma Kamachi và vẽ minh họa bởi Nilitsu. Nó là phần ngoại truyện của bộ light novel Cấm thư ma thuật Index của Kamachi, tập trung vào những người phụ nữ thuộc phe bóng tối của Học viện Thành phố. ASCII Media Works đã xuất bản bốn tập kể từ tháng 3 năm 2023 dưới ấn hiệu Dengeki Bunko. Phiên bản chuyển thể manga do strelka vẽ minh họa đã được đăng dài kỳ trên tạp chí manga shōnen Dengeki Daioh của ASCII Media Works từ tháng 10 năm 2023 và đã được tổng hợp thành hai tập tankōbon. Phiên bản chuyển thể anime đã được công bố.

## Nhân vật
Shizuri Mugino (麦野沈利 Mugino Shizuri)
Lồng tiếng bởi: Ami Koshimizu
Rikou Takitsubou (滝壺理后 Takitsubou Rikou)
Lồng tiếng bởi: Aya Suzaki
Frenda Seivelun (フレンダ セイヴェルン Furenda Seivuerun)
Lồng tiếng bởi: Maaya Uchida
Saiai Kinuhata (絹旗最愛 Kinuhata Saiai)
Lồng tiếng bởi: Chinatsu Akasaki
Chōbi Hanano (華野超美 Hanano Chōbi)

## Truyền thông

### Light novel
Được viết bởi Kazuma Kamachi và vẽ minh họa bởi Nilitsu, Toaru Anbu no Item bắt đầu được xuất bản dưới ấn hiệu light novel Dengeki Bunko của ASCII Media Works vào ngày 10 tháng 3 năm 2023. Đã có bốn tập đã được phát hành tính đến ngày 7 tháng 3 năm 2025.
| # | Ngày phát hành           | ISBN              |
| - | ------------------------ | ----------------- |
| 1 | Ngày 10 tháng 3 năm 2023 | 978-4-04-914939-5 |
| 2 | Ngày 10 tháng 8 năm 2023 | 978-4-04-915081-0 |
| 3 | Ngày 7 tháng 6 năm 2024  | 978-4-04-915699-7 |
| 4 | Ngày 7 tháng 3 năm 2025  | 978-4-04-916233-2 |

### Manga
Phiên bản chuyển thể manga, do strelka vẽ minh họa, bắt đầu được đăng dài kỳ trên tạp chí manga shōnen Dengeki Daioh của ASCII Media Works vào ngày 27 tháng 10 năm 2023. Các chương của manga đã được tổng hợp thành hai tập tankōbon, tính đến tháng 4 năm 2025.
| # | Ngày phát hành           | ISBN              |
| - | ------------------------ | ----------------- |
| 1 | Ngày 26 tháng 6 năm 2024 | 978-4-04-915751-2 |
| 2 | Ngày 24 tháng 4 năm 2025 | 978-4-04-916381-0 |

### Anime
Phiên bản chuyển thể anime đã được công bố trong sự kiện phát trực tiếp "Dengeki Bunko Winter Festival 2025" vào ngày 16 tháng 2 năm 2025.